# Битва за Сингапур
Битва за Сингапур, или Сингапурская оборона, или Падение Сингапура (англ. Fall of Singapore) — оборонительное сражение войск Великобритании против Японии на Тихоокеанском театре военных действий во время Второй мировой войны, длившееся 8—15 февраля 1942 года. Результатом явилась крупнейшая капитуляция британских войск в истории.

## Предыстория
В предвоенные годы правительство Великобритании считало, что основой обороны на Дальнем Востоке должен стать базирующийся в Сингапуре Британский Восточный флот. Возможность атаки с суши во внимание не принималась, поэтому Сингапур, называемый в прессе «Гибралтаром Дальнего Востока», укреплялся лишь с моря.
После начала Второй мировой войны все усилия Великобритании сосредоточились на войне в Европе, а после эвакуации английской армии из-под Дюнкерка встал вопрос о защите собственно Британских островов. А когда Япония после падения Франции надавила на вишистское правительство и разместила войска во Французском Индокитае, английскому правительству пришлось задуматься и об угрозе своим дальневосточным владениям. Для укрепления Малайи началась переброска войск из Индии, но они были в основном укомплектованы необученными новобранцами. Возможность демократизации управления колониями и привлечения местного населения для отпора врагу даже не рассматривалась.
Сам Сингапур абсолютно не был подготовлен к современной войне. Орудия фортов не могли быть повёрнуты для обстрела сухопутных секторов и прикрывали город лишь с моря. Долго обсуждался вопрос, как защитить Сингапур от воздушных налётов, в результате было решено не строить бомбоубежищ и укрытий, потому что остров расположен так низко, что в траншеи и доты будет поступать вода. Для возведения наземных оборонительных сооружений требовалось много свободного места, а в городе его не нашлось. Вопрос о введении в городе затемнения также был решён отрицательно из опасения, что отключение электричества дурно скажется на вентиляции жилых помещений, так как перестанут работать вентиляторы (стоящие лишь в домах англичан и богатых китайцев).
Служащие в Малайе английские офицеры были искренне убеждены, что японцы не умеют воевать, и что каждый англичанин стоит десятка японцев. Австралийцы, прибывшие в Сингапур, услышали от своих английских коллег, что японцы (к тому времени уже годами воевавшие в Южном Китае) не смогут воевать в джунглях, что они слабы тактически, лишены инициативы, их командный состав никуда не годится.
На штабных играх в Сингапуре английское командование рассмотрело возможный вариант высадки японцев на юге Таиланда и наступление оттуда в Малайю. Чтобы предотвратить такую возможность, был разработан план «Матадор», согласно которому в этом случае английские войска должны были форсированным маршем перейти границу с Таиландом, блокировать японский десант и сбросить его в море. Основная роль в обороне Сингапура отводилась флоту, однако реальных оперативных планов сотрудничества армии и флота выработано не было. В результате координация действий зависела лишь от личной договорённости командующих видами вооруженных сил.

## Бои на Малаккском полуострове

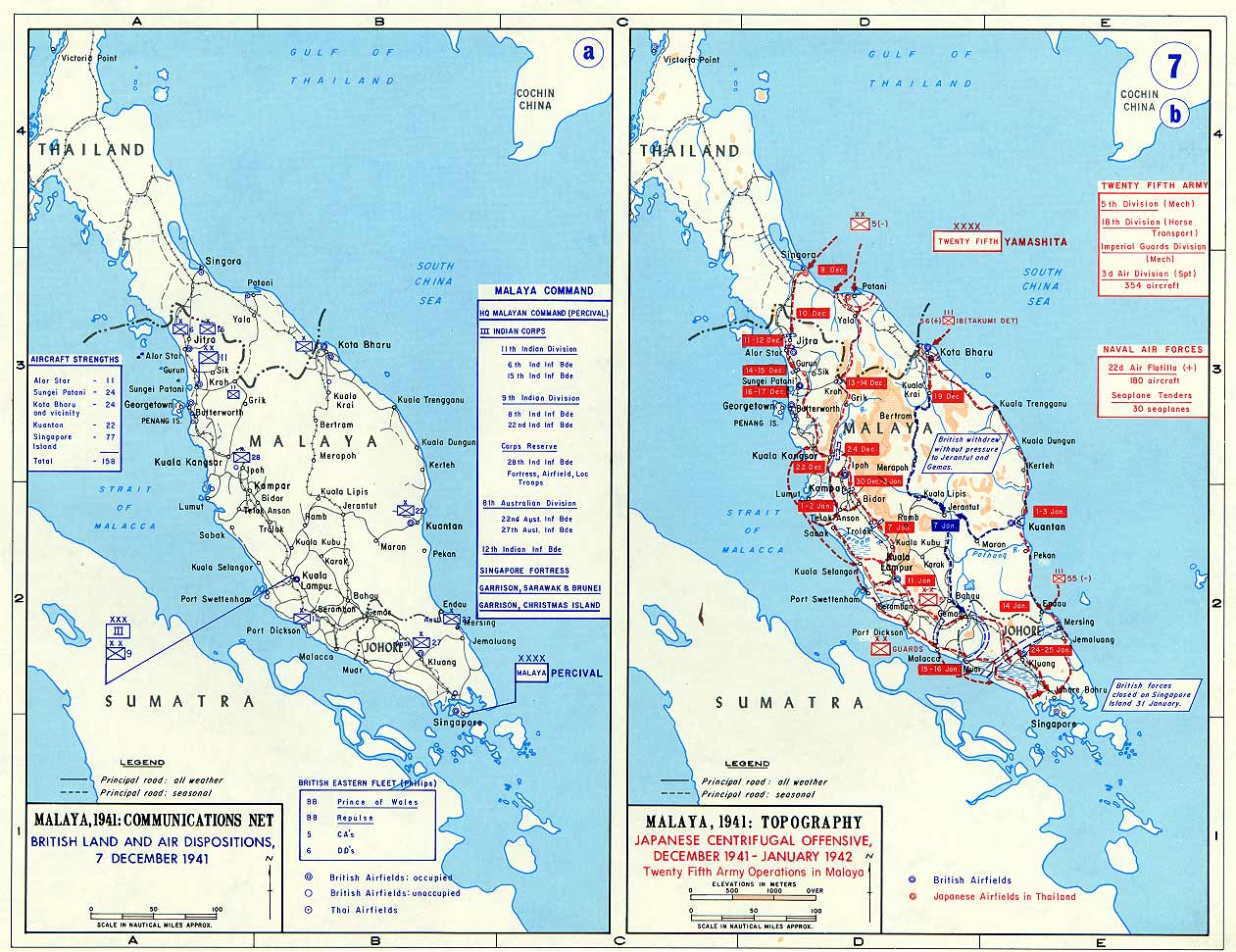

В ночь с 7 на 8 декабря 1941 года началась высадка японских войск под Кота-Бару. В эту же ночь 17 тяжёлых японских ночных бомбардировщиков произвели налёт на Сингапур. Плохая погода, отсутствие видимости и ливни привели к тому, что эффект бомбардировки аэродромов Сингапура был невелик, зато несколько бомб упало в самом центре города, что привело к гибели многих людей. Японские лётчики были поражены яркой освещённостью города (свет был выключен только через полчаса после окончания налёта). Все японские самолёты благополучно вернулись обратно: английские истребители так и не поднялись в воздух — было решено, что, так как зенитчики и прожектористы ещё не привыкли к налётам, то появление в небе своих истребителей собьёт их с толку.
Британское «Соединение Z» вышло из Сингапура 9 декабря, чтобы воспрепятствовать высадке японских десантов, но 10 декабря попало под удар японской авиации и было уничтожено. Таким образом, не осталось флота, для которого Сингапур мог бы служить базой.
Японцы продвигались по Малайскому полуострову на юг, параллельно ведя боевые действия в других частях Юго-Восточной Азии. Для координации действий между войсками разных стран Союзники образовали совместное командование ABDA, во главе которого был поставлен английский генерал сэр Арчибальд Уэйвелл. Прилетев в середине января в Сингапур, Уэйвелл немедленно отправился на фронт. Положение там он нашёл настолько безнадёжным, что сейчас же приказал остаткам индийской 11-й дивизии оставить Центральную Малайю и отступить на юг, в Джохор, где японцев должна была встретить австралийская дивизия, находившаяся до того в резерве. После этого Уэйвелл вернулся в Сингапур и обследовал его укрепления. Здесь он обнаружил то, о чём и не подозревали в Лондоне — что Сингапур беззащитен с севера.

## Подготовка обороны

Уэйвелл (справа) в 1941 году

16 января Уэйвелл отправил Уинстону Черчиллю телеграмму:

Во время моего недавнего пребывания в Сингапуре я обсуждал вопросы обороны этого острова и просил представить мне подробные планы. Почти до последнего времени все планы были основаны на принципе отражения атак на остров с моря и сдерживания наступления на суше около Джохора или дальше на севере, а поэтому мало или почти ничего не сделано для строительства оборонительных сооружений на северной стороне острова в целях предотвращения перехода противником Джохорского пролива, хотя были предприняты меры для взрыва дамбы в случае необходимости. Тяжёлая крепостная артиллерия имеет круговой обстрел, но настильная траектория снарядов делает эту артиллерию непригодной для подавления артиллерийских батарей противника. Нельзя, конечно, дать никаких гарантий, что с помощью этой артиллерии удастся подавить осадные батареи противника. Со снабжением дело обстоит благополучно. Уже отдан приказ о переводе некоторых баз военно-воздушных сил и складов на Суматру и Яву, чтобы не допустить чрезмерного скопления людей. После получения подробных планов буду телеграфировать дополнительно. Многое будет зависеть от обстановки в воздухе.
Черчилль получил эту телеграмму 19 января, после возвращения из США, и был шокирован ею. Он немедленно отправил указания генералу Исмею для комитета начальников штабов:

Должен признаться, что потрясён телеграммой Уэйвелла от 16-го и другими телеграммами по тому же вопросу. Мне никогда ни на одну секунду не приходило в голову, так же как и сэру Джону Диллу, с которым я обсуждал этот вопрос во время поездки за границу, что горловина крепости Сингапур с её великолепным рвом шириной от полумили до мили не укреплена полностью от нападения с севера. Ничем нельзя оправдать тот факт, что имеются лишь батареи, обращённые к морю, и нет фортов или постоянной обороны для защиты их с тыла. В результате такого пренебрежения вся безопасность крепости зависит от десятка тысяч человек, которые могут пересечь пролив на небольших лодках. Я предупреждаю вас, что это будет одним из величайших скандалов, который может раскрыться.

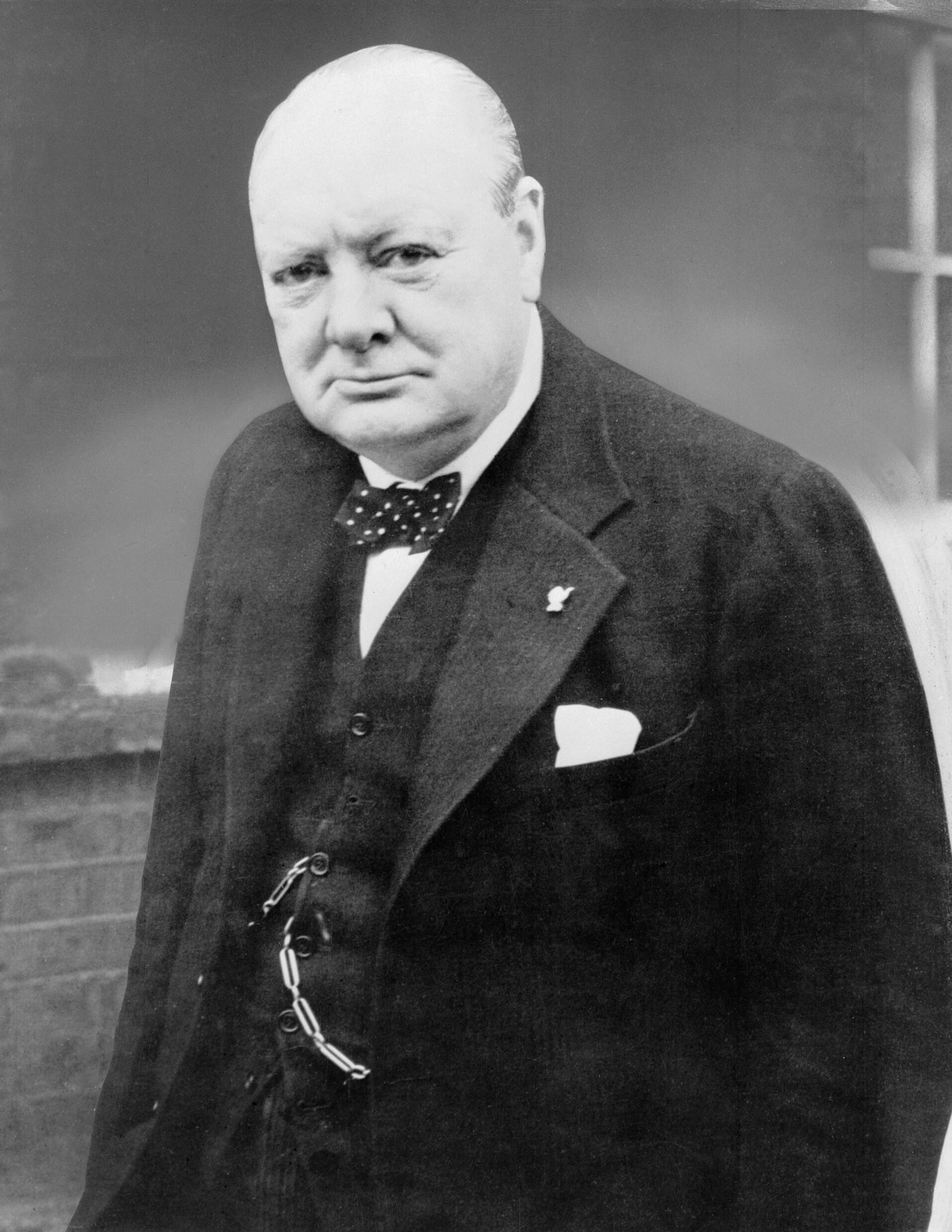
Уинстон Черчилль

Необходимо немедленно разработать план, предусматривающий проведение всех возможных мероприятий, пока идёт битва за Джохор. Этот план должен включать:

а) попытку использовать крепостные пушки на северном фронте путём стрельбы уменьшенными зарядами, для чего подвезти некоторое количество сильно взрывчатых веществ, если таковых не имеется;

б) минирование и создание препятствий на площадках, где можно ожидать высадку сколько-нибудь значительных сил;

в) создание проволочных заграждений и ловушек в болотистых зарослях и других местах;

г) строительство полевых сооружений и укреплённых пунктов с полевой артиллерией и системой перекрёстного пулемётного огня;

д) сосредоточение и установление нашего контроля над всеми возможными мелкими судами, обнаруженными в проливе Джохор или где-либо в другом месте в пределах досягаемости;

е) установка батарей полевых орудий на каждом конце пролива, тщательно замаскированных и снабжённых прожекторами для того, чтобы уничтожить любое судно противника, которое попытается войти в пролив;

ж) создание костяка из трёх или четырёх подвижных резервных частей для контратаки;

з) использование всего мужского населения на строительстве оборонительных сооружений; следует применить при этом самые строгие меры принуждения с тем, чтобы использовать на этих работах всех тех, кого можно снабдить лопатами и кирками;

и) и наконец, город Сингапур должен быть превращён в цитадель и обороняться до последней капли крови, ни о какой капитуляции не может быть и речи…
19 января Уэйвеллом была отправлена ещё более пессимистическая телеграмма (была получена Черчиллем 21 января):

Офицер, которого я направил в Сингапур за планами обороны острова, возвратился. Сейчас разрабатываются планы обороны северной части острова. Число солдат, необходимых для того, чтобы удержать остров, по-видимому столь же велико, как и число солдат, необходимых для обороны Джохора, или даже превышает его. Я дал приказ Персивалю довести до конца битву за Джохор, но разработать планы, направленные на то, чтобы продлить сопротивление на острове насколько можно, если он проиграет битву за Джохор. Я должен, однако, предупредить Вас, что сомневаюсь в том, можно ли будет удержать остров в течение длительного времени, если Джохор будет сдан. Крепостная артиллерия установлена таким образом, чтобы действовать против судов, большая часть её боеприпасов предназначена только для этой цели; многие орудия могут стрелять только в сторону моря. Часть гарнизона уже отправлена в Джохор, а многие оставшиеся войска представляют собой сомнительную ценность. К сожалению, мне пришлось нарисовать Вам мрачную картину, но я не хочу, чтобы у Вас создалось ложное представление о положении острова-крепости. Оборонительные сооружения Сингапура были построены только для отражения нападения с моря. Я всё ещё надеюсь, что Джохор удастся удержать до прибытия следующего конвоя.

## Подготовка к битве за Сингапур

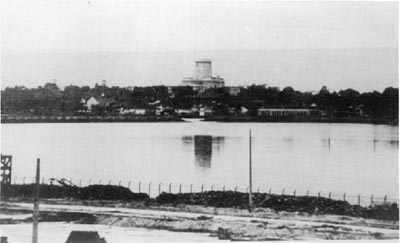
Взорванная дамба (вдали), соединявшая Сингапур с материком (снимок с сингапурского берега, сделанный в начале февраля 1942)

31 января остатки разбитых в Джохоре английских, австралийских и индийских войск отступили на остров Сингапур, и инженеры взорвали дамбу, связывавшую остров с материком. До войны в Сингапуре проживало 550 тысяч человек, теперь же его население удвоилось. Город был охвачен слухами, с каждым днём в нём увеличивалось число дезертиров, полиция не справлялась с преступностью, госпитали не могли принять всех жертв ежедневных бомбёжек. Каждый день в среднем погибало и получало ранения до тысячи человек. Кроме того, на острове скопилось более 10 тысяч раненых, привезённых из Малайи, а так как к февралю японский флот полностью господствовал в Сингапурском и Малаккском проливах, надежды на эвакуацию практически не было.
В распоряжении генерала Персиваля было примерно 85 тысяч солдат и офицеров, из них 15 тысяч выполняли административные, охранные и т. п. функции. В городе имелись запасы горючего и боеприпасов, водой город снабжали большие резервуары, продовольствия должно было хватить на несколько недель. По подсчётам английской разведки, в распоряжении генерала Ямаситы было примерно 60 тысяч человек. В действительности Ямасита имел в строю вдвое меньше солдат. Японская разведка также допустила просчёт, полагая, что после жестоких поражений в джунглях Малайи англичане располагают лишь 30 тысячами человек.
Несмотря на то, что даже по подсчётам английского командования силы сингапурского гарнизона превосходили силы японцев, никаких планов наступательного характера ими не разрабатывалось. Не было принято никаких мер по мобилизации хотя бы части способных носить оружие из миллиона обитателей острова. Неверие англичан в возможность победы выразилось в преждевременных и неорганизованных акциях по уничтожению военных объектов, которые продолжались в течение всей обороны Сингапура, снижая и без того низкий уровень боевого духа солдат (к примеру, военно-морскую базу — гордость Великобритании — самовольно уничтожал её начальник контр-адмирал Спунер). Взрывы домов, укреплений сотрясали Сингапур сильнее, чем японские бомбёжки.

### Подготовка англичан

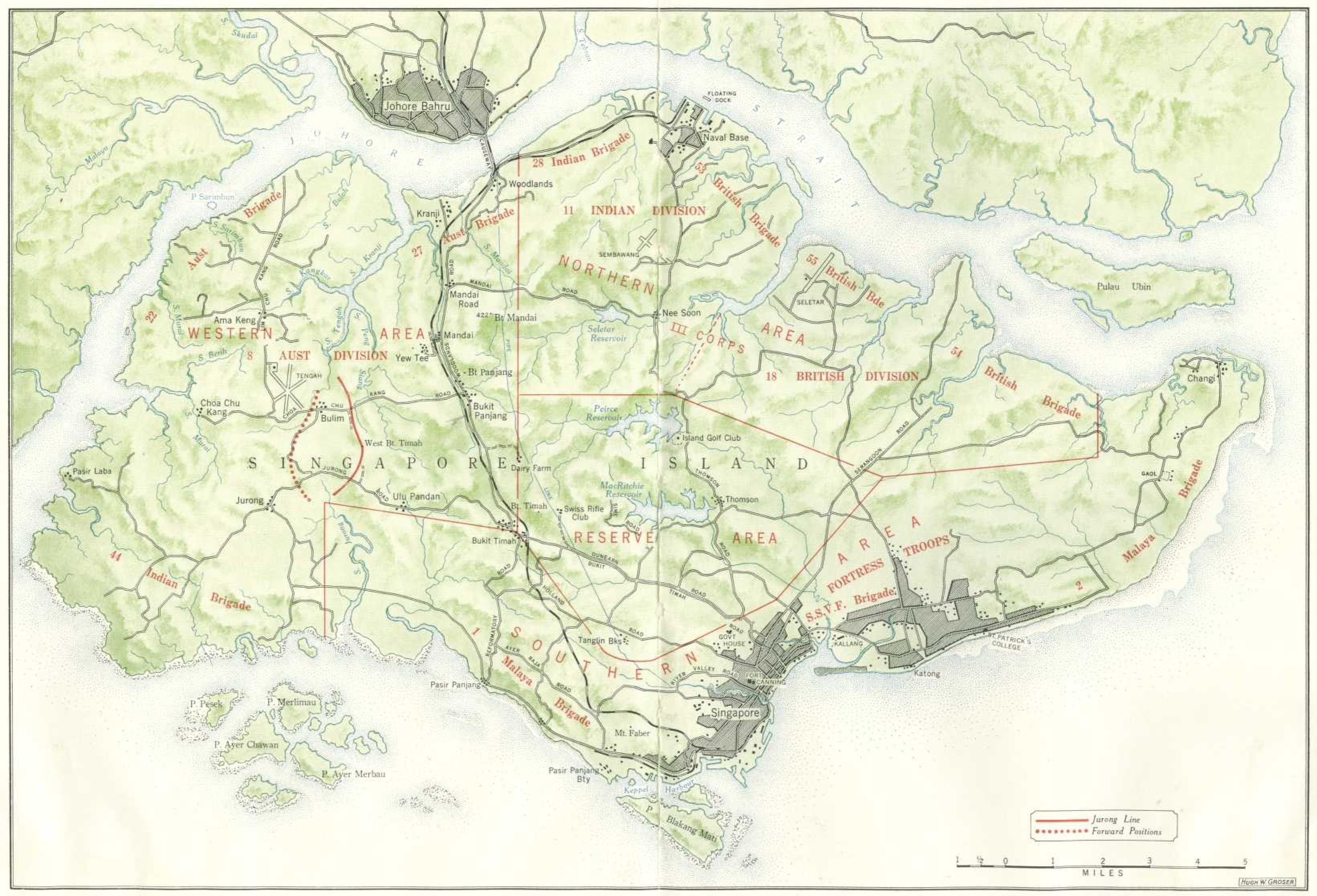
Сингапур в начале февраля 1942 года; расположение британских войск подписано красным цветом

Перед Персивалем стояла альтернатива: либо расположить части по всему берегу пролива, либо сконцентрировать их в наиболее опасных местах и иметь крепкий оперативный резерв. Он выбрал первый вариант. В результате войска растянулись по прибрежным болотам и плантациям гевеи, а то и по открытым местам, где они служили хорошей мишенью для японских самолётов.
За оборону северо-восточного и северного побережья острова (вплоть до дамбы, но не включая её) отвечал III индийский корпус (генерал Хит), который состоял из английской 18-й дивизии (генерал-майор Беквит-Смит), основные силы которой прибыли 29 января, и англо-индийской 11-й дивизии (генерал-майор Кей), в которую вошли остатки разбитой 9-й дивизии. Эта зона обороны получила название «Северный район».
От дамбы на запад оборону держала австралийская 8-я дивизия (генерал-майор Гордон Беннетт), в распоряжении которой находилась индийская 44-я бригада, прибывшая недавно и состоявшая из молодых и лишь частично обученных солдат. Эта зона обороны получила название «Западный район».
Южное побережье оборонялось войсками гарнизона крепости. Вместе с двумя малайскими пехотными бригадами и добровольческим отрядом все эти части находились под командованием генерал-майора Симмонса. Их зона обороны включала собственно город Сингапур и называлась «Южный район».

### Подготовка японцев
Хотя английский штаб полагал, что японцы начнут наступление не раньше десятых чисел февраля, на самом деле Ямасита готовил спешную высадку. Его войска были вымотаны не меньше английских, однако их боевой дух был значительно выше. К этому времени японское командование уже знало, что английских войск на острове значительно больше и что снабжены они лучше, чем ожидалось. Несмотря на это, Ямасита решился на штурм, так как был уверен, что противник деморализован.
Для того, чтобы англичане не могли узнать о месте наступления, Ямасита приказал выселить всё население на милю от пролива. Разгрузка поездов и грузовиков с боеприпасами проводилась ночью, ночью же к проливу подтаскивали резиновые лодки и понтоны.
В состав 25-й армии Ямаситы входила гвардейская дивизия, 5-я дивизия (генерал-лейтенант Такуро Мацуи) и 18-я дивизия (генерал-лейтенант Рэнъя Мутагути). 5-я дивизия была специально подготовлена для ведения десантных операций и в ходе войны в Китае приобрела большой боевой опыт.
31 января Ямасита отдал приказ подготовиться к наступлению с целью захвата Сингапура. 4 февраля его командный пункт развернулся в Скудаи.

## Японский десант

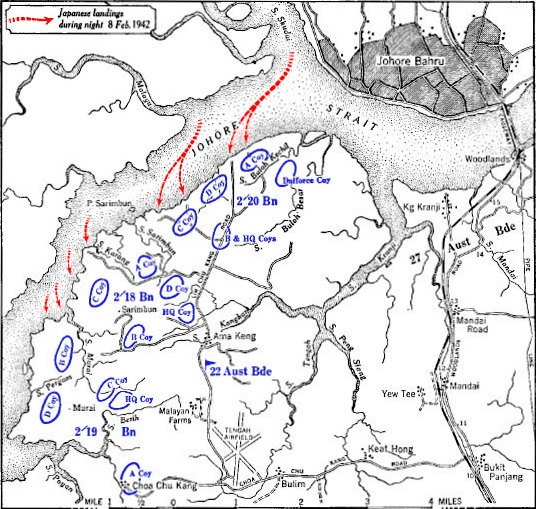
Схема высадки японцев на пляже Саримбун

8 февраля японская артиллерия (3-й и 18-й полки тяжёлой полевой артиллерии, 2-й отдельный дивизион тяжёлой артиллерии) открыла массированный огонь по артиллерийским позициям, командным пунктам, аэродромам и другим объектам противника. В артиллерийской подготовке участвовала также дивизионная артиллерия. 3-е авиационное соединение подвергло ожесточённой бомбардировке английские объекты. Однако штаб обороны Сингапура не был обеспокоен: там царило глубокое убеждение, что это — начало многодневной подготовки к штурму. В расчёте на трёхмесячную оборону Персиваль приказал тратить не более 20 снарядов на орудие в день, полагая, что японская артиллерия имеет снаряды в изобилии. На самом деле в японской армии снарядов было мало, но Ямасита, рассчитывая на быструю победу, приказал их не экономить.
В ночь с 8 на 9 февраля японская 18-я дивизия с 21-м дивизионом тяжёлой полевой артиллерии и 5-я дивизия с приданным 1-м танковым полком начали форсировать пролив. Английский прожекторный полк, который должен был освещать пролив, имел инструкции беречь прожектора и включать их лишь в крайнем случае, а приказа о том, что такой случай наступил, не получил. Артиллерия тоже молчала, и высаживавшихся на остров японских солдат встретил лишь разрозненный огонь австралийской пехоты. К утру на расширенном плацдарме находилось уже более 10 тысяч солдат с танками и артиллерией, а к вечеру Ямасита уже смог перенести свой штаб на территорию острова, западная часть которого с нетронутыми складами, резервуарами и даже крупнейшим на острове аэродромом всего за день перешла к японцам.
Японская гвардейская дивизия с приданным 14-м танковым полком, с целью сковать силы противника восточнее дамбы, высадила до рассвета 8 февраля разведывательный полк на остров Убин, не встретив сопротивления. Основные силы дивизии днём 8 февраля вели демонстративные действия, а ночью были переброшены к Джохор-бару. 9 февраля дивизия успешно форсировала пролив.
Весь день Персиваль пытался заткнуть дыры в обороне, снимая части с других участков, ибо резерва у него не было.

## Визит Уэйвелла
Утром 10 февраля в Сингапур прилетел генерал Уэйвелл. Персиваль сообщил ему:

Прошлой ночью крупные силы противника высадились на западном побережье и продвинулись примерно на пять миль. Аэродром Тенга находится в его руках. Австралийская бригада, обороняющая этот сектор, понесла большие потери. Противник временно остановлен благодаря использованию резерва командования, но положение, бесспорно, является серьёзным, учитывая большую протяжённость береговой линии, за которой нам приходится вести наблюдение. Разработан план сосредоточения сил для прикрытия Сингапура, если это окажется необходимым.
Вероятно, уже тогда у Уэйвелла сложилось впечатление, что крепость падёт в ближайшие дни: потребовав от Персиваля немедленного контрнаступления, главнокомандующий одновременно приказал убрать с острова все оставшиеся там самолёты и авиационное оборудование, чтобы оно не попало в руки к японцам. Вечером того же дня, улетая из Сингапура, Уэйвелл упал, сломав два ребра и был вынужден лечь в госпиталь в Батавии. Там он получил послание от Черчилля:

Я думаю, Вам понятно, как мы расцениваем положение в Сингапуре. Начальник имперского генерального штаба сообщил кабинету, что Персиваль имеет в своём распоряжении свыше 100 тысяч человек, в том числе 33 тысячи англичан и 17 тысяч австралийцев. Японцы вряд ли имеют столько войск на всём Малаккском полуострове, а именно они имеют пять дивизий, выставленных вперёд, и шесть, которые подтягиваются. При этих обстоятельствах защитники, очевидно, значительно превосходят по своей численности японские войска, форсировавшие пролив, и если бой будет вестись как следует, то они должны разбить японцев. Сейчас не следует думать о том, чтобы спасти войска или уберечь население. Битву следует вести до конца, чего бы это ни стоило. 18-я дивизия имеет возможность добиться того, чтобы её имя вошло в историю. Командиры и старшие офицеры должны умереть вместе со своими солдатами. На карту поставлена честь Британской империи и английской армии. Я полагаю, что Вы не проявите снисхождения к какой бы то ни было слабости. Когда русские так дерутся и когда американцы так упорно держатся на Лусоне, вопрос стоит о репутации нашей страны и нашей расы. Рассчитываем, что все силы будут введены в бой с этим противником и борьба будет доведена до конца. Я уверен, что эти слова выражают Ваши собственные чувства, и пишу их Вам только для того, чтобы разделить с Вами Ваше бремя.
Однако Уэйвелл сообщил о результатах своего визита в безнадёжных выражениях:

Битва за Сингапур принимает неблагоприятный оборот. Японцы, применяя свою обычную тактику просачивания, продвигаются в западной части острова значительно быстрее, чем следовало бы. Я приказал Персивалю начать контратаку, используя для этого все имеющиеся на этом фронте войска. Моральное состояние некоторых частей недостаточно хорошее, и боевой дух войск не так высок, как мне хотелось бы. Условия местности затрудняют оборону, поскольку приходится удерживать широкую линию фронта на сильно закрытой местности. Основным недостатком является слабая подготовка подкреплений и чувство неполноценности, вызванное смелой и искусной тактикой японцев и их господством в воздухе. Я не думаю, чтобы Персиваль имел в своём распоряжении такое количество войск, которое вы назвали. Не думаю, чтобы у него было более 60-70 тысяч в лучшем случае. Однако, очевидно, этого будет достаточно, чтобы расправиться с высадившимся противником, если удастся заставить войска действовать с достаточной энергией и решительностью.

Один из трёх северных аэродромов находится теперь в руках противника, а остальные два под артиллерийским огнём, и поэтому не могут быть использованы. Остающийся аэродром в южной части острова вследствие непрерывных бомбардировок может быть использован крайне ограниченно.

## День второй
9 февраля введённый в заблуждение японскими демонстрациями Персиваль решил, что следующие десанты будут дальше к востоку, и не стал перебрасывать оттуда войска на помощь двум сражающимся австралийским бригадам. Японцы же продолжали высаживаться всё дальше к западу, в результате чего австралийские и индийские части постепенно оттеснялись на восток. В итоге союзные войска потеряли контроль над пляжами к западу от дамбы.
Вечером 9 февраля 22-я австралийская и 44-я индийская бригады получили приказ об отходе на линию Кранджи-Джуронг, которая была удобной для организации обороны. В это время японцы атаковали 27-ю австралийскую бригаду и вклинились между ней и рекой Кранджи, не дав ей возможности отойти на линию Кранджи-Джуронг (на которой, кстати, ещё не было никакой подготовленной обороны). Тем временем двигавшиеся туда с запада две бригады по ошибке зашли слишком далеко, и прежде, чем их удалось направить на верный путь, противник уже пересёк линию обороны. К вечеру 10 февраля японская 18-я дивизия уже подошла к деревне Букит-Тима и в течение ночи при поддержке танков продвинулась ещё дальше.
Дамба, соединявшая остров Сингапур с Малаккским полуостровом, была взорвана английскими сапёрами со стороны материка. В результате, как только десант очистил от противника прилегающие к дамбе пляжи, японцы быстро восстановили разрушенный участок и смогли перебрасывать подкрепления на плацдарм по дороге.

## Японский прорыв

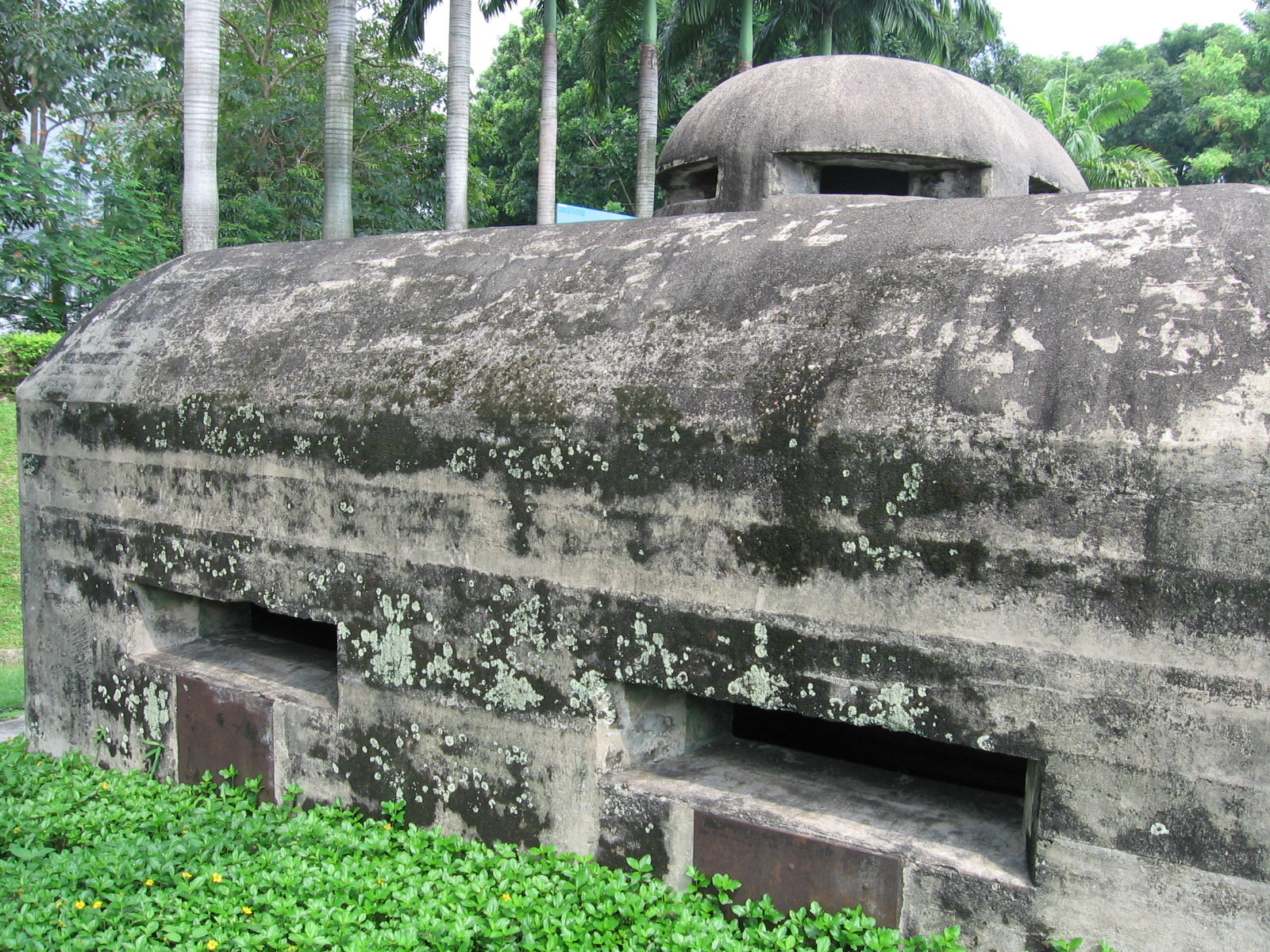
Британский пулемётный дот на последней линии обороны Сингапура

Сбив прикрывавшую дамбу австралийскую 27-ю бригаду, японская гвардейская дивизия в ночь на 11 февраля продвинулась до деревни Ни Сун. 11 февраля по всему фронту развернулись беспорядочные бои. Японские войска прошли линию Джуронг-Кранджи и завязали бой за Букит-Тима. Персиваль перенёс свою штаб-квартиру в подземный бункер в Форт-Каннинге. Ямасита, зная, что боезапасы у японских войск подходят к концу, решился на блеф и предложил Персивалю «прекратить отчаянное и бессмысленное сопротивление». К этому времени войска Британского Содружества тоже понесли тяжёлые потери — в 22-й бригаде осталось всего несколько сот человек.
12 февраля японская гвардейская дивизия захватила Ни Сун и находящийся там резервуар, являвшийся основным источником воды для города Сингапур. Индийские и малайские войска к тому времени уже были сильно деморализованы и массово дезертировали. Ночью британские части оставили свои позиции в восточной части острова и начали отход к городу.
13 февраля японские 5-я и 18-я дивизия продвинулись ещё дальше, а Ямасита перенёс свою штаб-квартиру в свежезахваченную деревню Букит-Тима. 18-я дивизия, атаковав вдоль юго-западного побережья, сбила с позиций малайскую бригаду и вынудила индийские и малайские части отойти на последнюю линию обороны.

## Падение Сингапура
14 февраля губернатор Стрейтс-Сеттльмента доложил в Министерство колоний:

Командующий сообщил мне, что город Сингапур теперь осаждён со всех сторон. Миллион человек находится теперь на территории радиусом три мили. Система водоснабжения сильно повреждена и вряд ли сможет действовать больше 24 часов. На улицах валяется множество трупов, и хоронить их нет возможности. Мы под угрозой полностью лишиться воды, что, несомненно, приведёт к возникновению чумы. Считаю своим долгом сообщить об этом командующему.
Уэйвелл сообщил Черчиллю:

Получил телеграмму от Персиваля, который указывает, что противник подошёл к самому городу и что его войска не способны на дальнейшие контратаки. Приказал ему продолжать причинять противнику максимальный ущерб, ведя в случае необходимости бои за каждый дом. Опасаюсь, однако, что сопротивление вряд ли будет особенно продолжительным.
Черчилль ответил Уэйвеллу:

Конечно, только Вы можете судить, что наступил такой момент, когда в Сингапуре уже нельзя больше добиться никаких результатов, и Вы должны дать соответствующее указание Персивалю. Начальник имперского генерального штаба согласен.
14 февраля японская артиллерия заняла огневые позиции в районе Букит-Тима и начала обстрел Сингапура. 5-й дивизии была придана 3-я танковая группа; было захвачено кладбище, являвшееся ключевой позицией в английской обороне.
На рассвете 15 февраля началось последнее японское наступление на сузившийся периметр английской обороны, проходивший уже по окраинам Сингапура. 5-я дивизия развернула наступление в южном направлении. Гвардейская дивизия вечером 15 февраля вышла к восточной окраине Сингапура, северо-восточнее аэродрома Каланг.
Персиваль утром 15 февраля посетил службу в соборе. Затем, получив сообщения из различных секторов обороны, он созвал военный совет. На совещании Персиваль узнал, что вода в городе кончится в ближайшие сутки, запасы продовольствия и боеприпасов также на исходе, бензин остался лишь в баках машин. Командующий заявил собравшимся, что у защитников города есть две возможности: немедленно перейти в контрнаступление и отбить у японцев резервуары и склады либо сдаться. Присутствующие склонились к мнению, что контрнаступление невозможно, и Персиваль отправил Уэйвеллу последнюю телеграмму:

Вследствие потерь, причинённых действиями противника, вода, бензин, продовольствие и боеприпасы практически подошли к концу. Поэтому не могу больше продолжать борьбу. Все люди сделали всё, что было в их силах, и благодарны Вам за Вашу помощь.
Уэйвелл ответил:

Что бы ни произошло — я благодарю Вас и ваши войска за отважные действия последних дней.

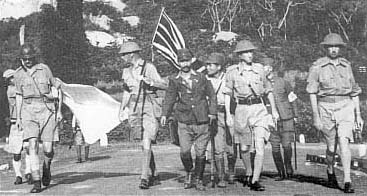
Персиваль под белым флагом идёт на переговоры о капитуляции

Тем временем в штабе Ямаситы, несмотря на продолжающееся наступление, царило уныние. У японских войск кончилось горючее и боеприпасы, а потери в частях были столь велики, что даже наиболее самоуверенные офицеры понимали, что наступление захлебнулось. Оставалась единственная возможность: отойти с острова и продолжить штурм, когда прибудут подкрепления, но об этом никто не смел сказать вслух.
В 11 часов 30 минут командир одного из передовых японских подразделений сообщил, что к его позициям прибыла машина под белым флагом. Штабной офицер, встретивший делегацию, задал только один вопрос: «Вы хотите сдаваться?» Получив утвердительный ответ, офицер от имени своего командующего сообщил, что японцы согласны на переговоры о капитуляции, если в них будет принимать участие генерал Персиваль. Переговоры были назначены на вечер.

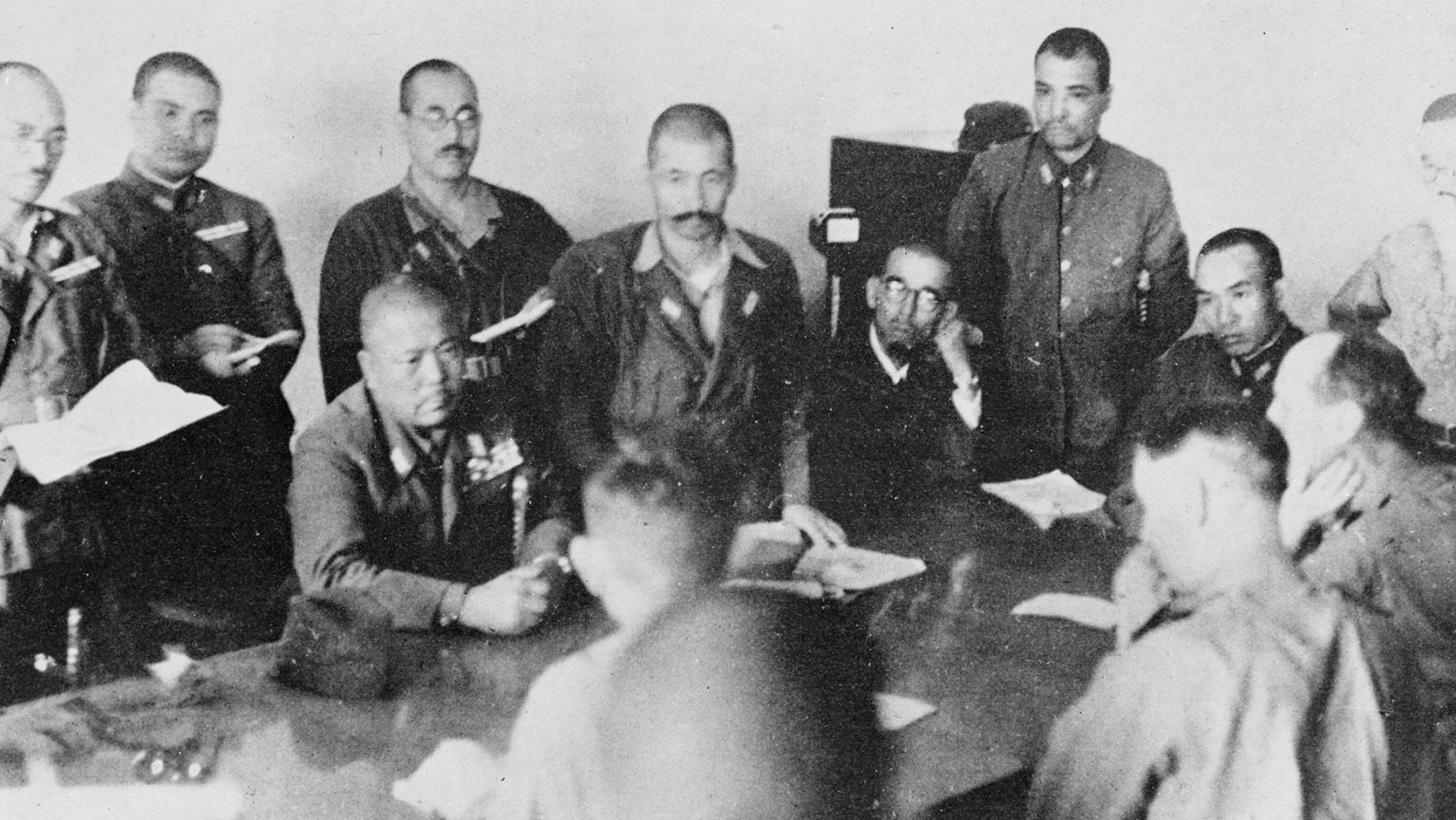
Ямасита на переговорах стучит кулаком, настаивая на капитуляции. Персиваль поднёс руки ко рту — ему нечего ответить

В 17 часов английская делегация, в которой Персиваль лично нёс белый флаг, в сопровождении японского офицера проследовала к японскому штабу. Продержав англичан под палящим солнцем, Ямасита пригласил их в тесное помещение, где столпилось более 40 человек и было нечем дышать. Ямасита резко произнёс: «Мы требуем немедленной безоговорочной капитуляции». Он опасался, что англичане поймут, в каком угрожающем положении находится японская армия. Персиваль заявил, поставив белый флаг в угол, что окончательный ответ английская сторона даст в половине одиннадцатого вечера. Понимая, что нужно блефовать под угрозой краха, Ямасита пригрозил Персивалю, что если условия капитуляции не будут приняты немедленно, то японцы начнут всеобщее наступление. Персиваль был растерян: «Нельзя ли попросить японскую сторону оставаться на позициях до утра? Мы продолжим переговоры по отдельным проблемам в 5 часов 30 минут утра». Ямасита был непреклонен, и Персиваль уступил, согласившись прекратить огонь в 20 часов 30 минут (было шесть часов вечера). Он попросил японского генерала сохранить жизнь семьям английских граждан. «Мы примем меры», — ответил Ямасита.
В результате капитуляции Сингапура в японский плен попало свыше 80 тысяч солдат и офицеров войск Британского Содружества. Это была крупнейшая капитуляция британских войск в истории.

## Итоги
Падение Сингапура оказалось событием стратегического значения. После этого японское наступление пошло по расходящимся направлениям, и японцы быстро захватили Бирму и Голландскую Ост-Индию, приблизившись к Индии и Австралии.
Ещё более важным оказался моральный урон от падения Сингапура. Сингапур являлся символом мощи Запада на Дальнем Востоке. После Первой мировой войны созданию крупной военно-морской базы в Сингапуре придавалось такое большое значение, что её символическая важность стала превосходить даже её стратегическую ценность. Лёгкость, с которой японцы её захватили, нанесла сокрушительный удар по престижу Великобритании (и Европы в целом) в Азии.
В Японии известие о капитуляции Сингапура было встречено как национальный праздник, так как со времён падения Порт-Артура Япония подобных побед над европейскими армиями не одерживала. По этому случаю каждая семья получила от правительства по пакетику красных бобов, а каждый ребёнок до 13 лет — кулёк с леденцами. На заседании парламента премьер-министр Тодзио сообщил, что после победы над Союзниками Бирма и Филиппины получат независимость, а Малайя, Сингапур и Гонконг войдут в состав Японской империи, так как нужны ей как военные базы.
На следующий день после капитуляции Сингапура генерал Ямасита приказал разделить остров на четыре зоны и подчинить их дивизионным командирам. Начальникам зон вменялось в обязанность проверить лояльность китайцев, живущих на острове, и ликвидировать тех из них, кто принимал участие в обороне или высказывал антияпонские убеждения. В течение нескольких недель после этого в Сингапуре шло массовое истребление китайского населения. Европейцев и индийцев сгоняли в концлагеря. Расстрелы и грабежи в Сингапуре продолжались весь март. 23 марта 1942 года японское генеральное консульство в Сингапуре было закрыто, и военная администрация объявила, что отныне Малайя — неотъемлемая часть империи.